# Cynwyd ap Cynfelyn
Cynwyd ap Cynfelyn ou  Cynwyd Cynwydion  est un prince brittonique, petit-fils du roi Arthwys mab Mar, et éponyme du Cynwidion. Il vécut aux alentours de 530.

## Problématique
La Harleian genealogies des souverains d'Alt Clut identifie le fils de Ceretic comme certain Cinuit (gallois : Cynwyd) . 
Par ailleurs Cynwyd Cynwydion est l'un des Hommes du Nord mentionné dans le Bonedd Gwŷr y Gogledd comme le fils de Cynfelyn, l'un des quatre fils de Arthwys mab Mar. Il est le père de Clydno Eidyn, Cynan Genhir, Cynfelyn Drwsgl, et Cadrawd Calchfynydd  Un autre fils, Cynfor Cadgaddug, est ajouté dans les versions postérieures et dans une des triades galloises comme l'un des « Trois taureaux de combat de l'île de Bretagne  » . 
Il semble que son surnom « Cynwydion » soit un nom tribal, dont il serait le fondateur énopyme  car le Bonedd Gwŷr y Gogledd évoque Les trois cents boucliers de Cynwydion, une des trois troupes de guerriers évoquées dans une des triades galloises insérées dans le Bonedd Gwŷr y Gogledd :
«Les trois cents épées de Cynferchyn, les trois cents boucliers de Cynwydyon et les trois cents lances de Coeling, dans quelque expédition qu'elles combattent ensemble ne faillissent jamais »'.
Les trois troupes sont liées à des personnages des généalogies du Hen Ogledd: Le Coeling au mystérieux Coel Hen ancêtre de Cynfarch Oer éponyme du Cynferchyn; Tim Clarkson émet l'hypothèse que les auteurs des autres parties des  triades galloises ont vraisemblablement choisi d'attribuer la troisième des troupes légendaires à un personnage par ailleurs quasi inconnu de cette même généalogie, Cinuit, le fils Ceretic Guletic contemporain de Patrick d'Irlande et père de Dumnagual Hen 

## Source
- (en) Peter Bartrum, A Welsh classical dictionary: people in history and legend up to about A.D. 1000, Aberystwyth, National Library of Wales, 1993 (ISBN 9780907158738), CYNWYD CYNWYDION ap CYNFELYN. (520)
- (en) Tim Clarkson, The Men of the North. The Britons of southern Scotland, Edinburgh, John Donald, 2010, 230 p. (ISBN 9781906566180), p. 34.